# NGC 6588
NGC 6588 est est un groupe d'une vingtaine d'étoiles, disposées le long d'un étroit ruban dans la constellation du Paon. L'astronome britannique John Herschel a enregistré la position de ce groupe le 8 juin 1836 
Ce groupe d'étoiles figure cependant dans une publication de A. L. Tadross publiée en 2011 comme un amas ouvert. Tadross indique que son âge est d'environ (1,6 ± 0,11) x 109 d'années.